# Aletris foliata
Aletris foliata là một loài thực vật có hoa trong họ Nartheciaceae. Loài này được (Maxim.) Makino & Nemoto mô tả khoa học đầu tiên năm 1931.